# Liste von Irish-Folk-Musikern

## Irish-Folk-Einzelkünstler
- John Barden, Irland
- Mary Black, Irland
- Paul Brady, Irland
- Moya Brennan, Irland
- Seán Cannon, Irland
- Karan Casey, Irland
- Cara Dillon, Nordirland
- Mary Dillon, Nordirland
- Ronnie Drew, Irland
- Frankie Gavin, Irland
- Andy Irvine, Irland
- Cathy Jordan, Irland
- Dolores Keane, Irland
- Luke Kelly, Irland
- Dónal Lunny, Irland
- Tommy Makem, Nordirland
- Larry Mathews, Irland
- Matt Molloy, Irland
- Christy Moore, Irland
- Moncrieff, Irland
- Paddy Reilly, Irland
- Colum Sands, Nordirland
- Tommy Sands, Nordirland
- Sharon Shannon, Irland
- Davy Spillane, Irland
- Patsy Watchorn, Irland

## Irish-Folk-Bands

### Irland/Nordirland
- Altan, Irland
- The Bothy Band, Irland
- Cara, Deutschland/Irland
- The Chieftains, Irland
- The Clancy Brothers, Irland
- Clannad, Irland
- De Dannan, Irland
- Dervish, Irland
- The Dubliners, Irland
- The Fureys, Irland
- Galleon, Irland
- The High Kings, Irland
- The Kilkennys, Irland
- The Mary Wallopers
- Moving Hearts, Irland
- Na Filí, Irland
- The Outside Track, Irland
- Planxty, Irland
- The Pogues, Irland
- The Sands Family, Nordirland
- Sweeney’s Men, Irland
- Wolfe Tones, Irland

### Sonstige
- Aisleng, Deutschland
- Boggin Leprechaun, Deutschland
- Black Velvet Band, Deutschland
- Bloody Irish Boys, USA
- Cellarfolks, Deutschland
- Cobblestones, Deutschland
- The Cloverleaves, Deutschland
- Dhalia's Lane, Deutschland
- Dropkick Murphys, USA
- Drunken Lullabies, Deutschland
- The Dullahans, Deutschland
- Everland, Deutschland
- FlatlandersFolk, Deutschland
- Fiddler’s Fare, Deutschland
- Fiddler’s Green, Deutschland
- Fleadh, Deutschland
- Flogging Molly, USA
- Gaelic Storm, USA
- Ganaim, Deutschland
- Gingerhog, Deutschland
- Glendalough, Deutschland
- Glenfiddle, Deutschland
- Happy Ol’McWeasel, Slowenien
- Jack’s Heroes, Deutschland
- Kilkenny Band, Deutschland
- Mr. Irish Bastard, Deutschland
- The O’Reillys and the Paddyhats, Deutschland
- Paddy and the Rats, Ungarn
- Paddy Goes to Holyhead, Deutschland
- Quilty, Schweden
- Rabies, Deutschland
- Rapalje, Niederlande
- The Rumjacks, Australien
- Sackville Street, Deutschland
- Sainge, Deutschland
- The Sandsacks, Deutschland
- Seamen, Deutschland
- The Selkies, Schweiz
- Sheevón, Deutschland
- Sláinte, Schweiz
- Tir Nan Og, Deutschland
- Woodwind & Steel, Deutschland
- Young Dubliners, USA